# Heinrich Groene
Heinrich Groene war ein deutscher Bildschnitzer aus Paderborn.
Groene schuf 1685/86 in der Stiftskirche St. Petri in Fritzlar den südlichen Nebenaltar, der die beiden Apostel Simon Petrus und Paulus darstellt. Auch der nördliche Nebenaltar, der so genannte Dreifaltigkeitsaltar, wird Groene anhand der Formensprache zugeschrieben. Schließlich fertigte er 1696 auch die Kanzel der Kirche an.
In seiner Heimatstadt Paderborn ist Groene in der Jesuitenkirche nachgewiesen, wo er laut Diarium des Rektors 1704 die Kanzel schuf.